# Apollo 4
Apollo 4 (9 tháng 11 năm 1967), còn được biết đến với tên gọi SA-501, là chuyến bay thử nghiệm không người lái đầu tiên của Saturn V, tên lửa đẩy mà sau này sẽ đưa các phi hành gia lên Mặt Trăng. Phương tiện vũ trụ này được chế tạo tại Tòa nhà Lắp ráp Phương tiện (VAB), và là chiếc đầu tiên được phóng từ Trung tâm Vũ trụ Kennedy (KSC) ở Florida sử dụng Tổ hợp Phóng 39, nơi có các cơ sở vật chất được thiết kế đặc biệt cho Saturn V.
Apollo 4 là cuộc thử nghiệm "all-up" đầu tiên của NASA, trong đó tất cả tầng tên lửa và tàu vũ trụ đều hoạt động đầy đủ ở lần bay thứ nhất. Đây là phi vụ đầu tiên của tầng thứ nhất S-IC và tầng thứ hai S-II. Nó cũng trình diễn lần khởi động lại đầu tiên trong khi bay của tầng thứ ba S-IVB. Sứ mệnh này sử dụng mô-đun chỉ huy và dịch vụ Block I đã được điều chỉnh để thử nghiệm một số những thay đổi chính của Block II, bao gồm tấm chắn nhiệt tại vận tốc và góc mô phỏng quay về từ Mặt Trăng.
Phi vụ phóng được lên kế hoạch vào đầu năm 1967, nhưng đã bị trì hoãn đến ngày 9 tháng 11 do vấn đề với các bộ phận của phi thuyền và khó khăn trong việc kiểm định trước chuyến bay. Những cuộc điều tra bổ sung cũng trở nên cần thiết sau khi một vụ hoả hoạn giết chết phi hành đoàn Apollo 1 vào tháng 1 năm 1967.
Tàu vũ trụ đã hoàn thành các mục tiêu đề ra và rơi xuống Thái Bình Dương chưa đầy chín giờ sau khi phóng. NASA xem sứ mệnh này là một thành công trọn vẹn, nó đã chứng tỏ rằng tên lửa Saturn V hoạt động, đánh dấu một bước tiến quan trọng tới mục tiêu chính là đưa phi hành gia lên Mặt Trăng và mang họ trở về Trái Đất an toàn trước khi kết thúc thập niên 1960.

## Bối cảnh
Năm 1961, Tổng thống Hoa Kỳ John F. Kennedy đề xuất đưa phi hành gia nước này lên Mặt Trăng trước năm 1970 và mang họ trở về Trái Đất an toàn. Để đạt được mục tiêu, một trong những quyết định ban đầu cần phải đưa ra chính là nên dùng loại tên lửa đẩy nào cho sứ mệnh. NASA đã lựa chọn Saturn C-5, phương tiện phóng ba tầng dựa trên các mẫu tên lửa đang được phát triển lúc ấy. Saturn C-5 được NASA phê duyệt vào năm 1962, dự tính sẽ có lần phóng thử nghiệm đầu tiên vào năm 1965 và một chuyến bay có người lái vào năm 1967, vì vậy vẫn còn lại rất nhiều thời gian cho việc hoàn thành mục tiêu mà Kennedy đã đề ra. Đầu năm 1963, NASA tái định danh C-5 thành Saturn V.
Sau cuộc tranh luận đáng kể trong nội bộ cơ quan, cuối năm 1962, NASA quyết định các sứ mệnh lên vệ tinh tự nhiên của Trái Đất sẽ có chế độ "điểm hẹn quỹ đạo Mặt Trăng", theo đó toàn bộ tàu vũ trụ Apollo sẽ được đẩy về quỹ đạo thiên thể này bằng tầng thứ ba S-IVB của tên lửa. Một khi đã vào quỹ đạo, các phi hành gia trong nhóm đổ bộ sẽ di chuyển vào Lunar Excursion Module (sau đổi thành Mô-đun Mặt Trăng Apollo), mô-đun này sẽ tách khỏi phần còn lại của tàu vũ trụ rồi hạ cánh xuống, và bị loại bỏ một khi phi hành đoàn được vận chuyển trở lại lên tàu. Tiếp đó, phần còn lại của phương tiện sẽ quay về Trái Đất. Do các tổ hợp phóng đang được phát triển không phù hợp với tên lửa đẩy mới, NASA đã công bố kế hoạch xây dựng một khu phức hợp bên bờ biển Florida vào năm 1962, nơi có thể triển khai các sứ mệnh Mặt Trăng Apollo. Ban đầu địa điểm này được gọi là Trung tâm Điều hành Phóng, nhưng sau vụ ám sát Kennedy vào tháng 11 năm 1963, nó đã được đổi thành Trung tâm Vũ trụ John F. Kennedy (KSC). Apollo 4 là chuyến bay đầu tiên từ KSC và là chuyến bay đầu tiên sử dụng Tổ hợp Phóng 39 (LC-39) ở đó, vốn được chế tạo tương tích với Saturn V.
Ba chuyến bay đầu tiên mang theo trang thiết bị Apollo đã được triển khai bằng các tên lửa Saturn IB. Phương tiện phóng nhỏ hơn này không sử dụng tổ hợp tại KSC, nhưng những vấn đề được giải quyết bằng các chuyến bay của Saturn IB sẽ có giá trị đối với những trang thiết bị do Saturn V phóng lên. Cả hai loại tên lửa đẩy này đều sử dụng S-IVB, nhưng IB sẽ dùng nó như tầng thứ hai (hay cuối cùng) thay vì là tầng thứ ba giống Saturn V. Do đó, nhiều cuộc kiểm định bay đối với trọng tải mà Saturn V mang theo có thể được quyết định mà không cần phải dùng đến bất kỳ loại tên lửa đẩy lớn nào. Ngoài kiểm định bay đối với phần cứng, việc chứng minh rằng các hệ thống mặt đất tại KSC có thể phóng thành công Saturn V cũng là cần thiết trước khi mạo hiểm tính mạng phi hành gia.
Ba phi vụ phóng Saturn IB (theo thứ tự phóng là AS-201, AS-203 và AS-202) diễn ra vào năm 1966 đều đã thành công. Theo Charles D. Benson và William B. Flaherty trong tác phẩm về lịch sử KSC, "Các phi vụ phóng Apollo-Saturn IB năm 1966 đại diện cho những thành tựu quan trọng đối với đội phóng của NASA. LC-34 và LC-37, các testbed để kiểm lỗi tự động, vẫn là không đủ. Trong 20 tháng, từ AS-201 đến SA-501 [Apollo 4], KSC đã khắc phục nhiều sự cố tự động hóa lớn. Nếu không có những tiến bộ từ các thử nghiệm và sai sót này, SA-501, phi vụ phóng khó khăn nhất trong lịch sử của Apollo, sẽ trở nên gay go hơn nhiều".

## Trì hoãn

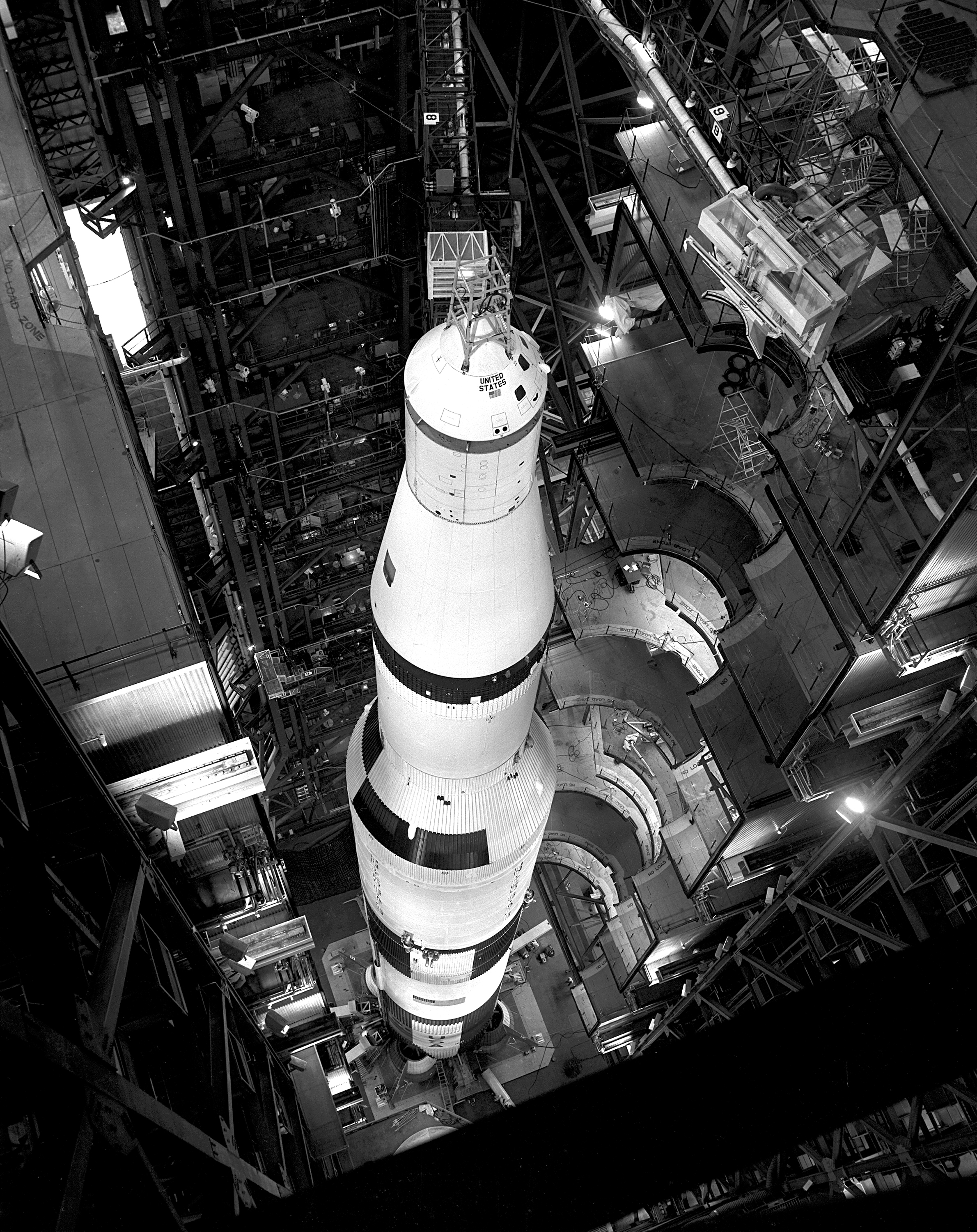
Apollo 4 bên trong Tòa nhà Lắp ráp Phương tiện

Tháng 1 năm 1965, Thiếu tướng Samuel C. Phillips, Giám đốc chương trình Apollo, đã lên lịch cho chuyến bay thử nghiệm đầu tiên của Saturn V là SA-501 vào tháng 1 năm 1967. Quyết định này khiến NASA không còn nhiều thời gian để trì hoãn, đặc biệt là khi hai lần phóng Saturn V bổ sung đã được lên kế hoạch vào năm 1967. Rất nhiều viên chức của chương trình thiếu tin tưởng vào ngày phóng do Phillips đề xuất, và những mối nghi ngờ này đã được chứng minh là chính xác. Một vụ nổ sau đó liên quan đến đường ống dẫn oxy lỏng tới LC-39, nơi phóng SA-501, làm dấy lên khả năng chuyến bay thử sẽ bị trì hoãn vài tuần.
North American Aviation là nhà thầu cho cả tầng thứ hai S-II của Saturn V và phi thuyền mô-đun chỉ huy và dịch vụ Apollo (CSM). NASA đã gặp phải các vấn đề về thời hạn, chi phí và chất lượng hoạt động của nhà sản xuất này đối với cả hai dự án. Tình hình nghiêm trọng đến mức Phillips phải dẫn đầu một tổ đến cơ sở của North American ở California vào tháng 11 và tháng 12 năm 1965 để điều tra vụ việc cũng như đề xuất giải pháp cho các vấn đề quản lý chương trình. Ông công bố những phát hiện của mình trong một báo cáo cho người giám sát là George Mueller. Việc các kỹ thuật viên tìm thấy vết nứt trên S-II đã khiến buổi phóng thử nghiệm của nó bị trì hoãn trước khi được NASA chấp thuận. Trong lúc North American tiến hành sửa chữa S-II, các bộ phận của tên lửa bắt đầu được đưa đến KSC, trước tiên là S-IVB vào ngày 14 tháng 8 năm 1966 (bằng máy bay Pregnant Guppy) và theo sát là tầng thứ nhất S-IC vào ngày 12 tháng 9 (bằng sà lan). Một "miếng đệm" hình ống cuộn đã thay thế S-II, cho phép NASA có thể lắp ráp phương tiện khi quá trình kiểm tra được tiến hành tại VAB. Với việc S-II vẫn chưa đến nơi vào tháng 11 năm 1966 (dự tính ban đầu là tháng 7), NASA đã lên kế hoạch cho ngày đến vào tháng 1 năm 1967, với phi vụ phóng sau đó ba tháng. CSM đến nơi vào ngày 24 tháng 12 năm 1966, còn S-II đến vào ngày 21 tháng 1 năm 1967. Về đích cuối cùng là aft interstage (cấu trúc giữa tầng thứ nhất và tầng thứ hai) vào ngày 31 tháng 1.
Vụ hỏa hoạn Apollo 1 cướp đi sinh mạng ba phi hành gia trong quá trình thử nghiệm bệ phóng đã làm dấy lên nghi ngờ về thời hạn của NASA (mặc dù SA-501 là chuyến bay không người lái, các quan chức NASA vẫn muốn kiểm tra kỹ lưỡng phi thuyền CSM của nhiệm vụ). Cơ quan này lên kế hoạch lắp ráp lại phương tiện sau khi sự việc hoàn tất, nhưng thay vào đó, những cuộc khám xét đã phát hiện đến 1.407 lỗi trong tàu vũ trụ. Các thanh tra tìm thấy nhiều dây điện bị tuốt vỏ và định tuyến bừa bãi, vốn là nguyên nhân chính gây đoản mạch.

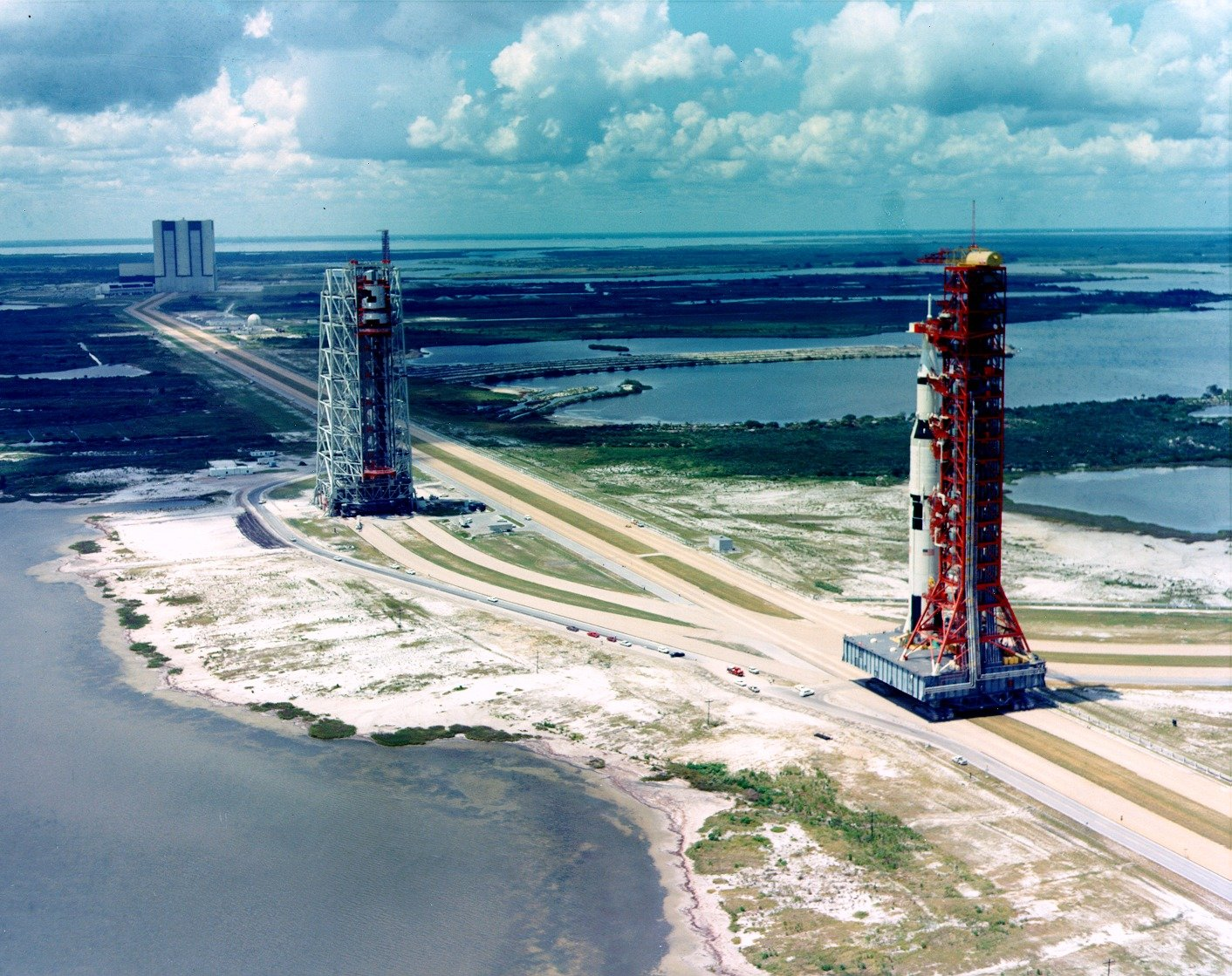
Phương tiện phóng Apollo 4 (phải) được trình làng từ Tòa nhà Lắp ráp Phương tiện (góc xa bên trái), đứng kế bên Mobile Service Structure.

Nhiều vấn đề khác cũng được phát hiện, chẳng hạn như một bu lông thừa nằm sai vị trí ở một trong các động cơ J-2. NASA không chỉ quan tâm đến việc lấy lại phần cứng, họ còn quan tâm đến việc tìm hiểu tại sao nó lại ở đó. Một cuộc họp với sự tham dự của Phillips vào tháng 3 năm 1967 đã tiết lộ 1200 vấn đề với Saturn V, được các kỹ thuật viên đề xuất giải quyết với tốc độ 80 vấn đề mỗi ngày. Khi CSM đang trong quá trình sửa chữa, miếng đệm đã được tháo ra khỏi tổ hợp phương tiện, và S-II được đặt vào vị trí. Ngày 24 tháng 5, NASA thông báo S-II sẽ bị tháo dỡ để kiểm tra sau khi các vết rạn nứt nhỏ được phát hiện ở một chiếc S-II khác đang trong giai đoạn chế tạo. Công việc này đã hoàn thành vào giữa tháng 6, sau đó CSM cũng được đưa trở lại tổ hợp, đánh dấu lần đầu tiên phương tiện phóng và tàu vũ trụ được lắp ráp hoàn chỉnh. Ngày 26 tháng 8 năm 1967, Apollo 4 trình làng ở LC-39. Tại đó, nó được ghép với Mobile Service Structure, cho phép tiếp cận phương tiện phóng và tàu vũ trụ (được vận chuyển tới hai ngày sau đó cũng bằng xe bánh xích). Đây là lần lắp ráp tàu vũ trụ cách xa địa điểm phóng đầu tiên của NASA, phần nào giúp bảo vệ thiết bị và nhân sự khỏi khí hậu nóng ẩm của Florida.
Cuộc thử nghiệm trình diễn đếm ngược đã được lên lịch vào ngày 20 tháng 9, nhưng nhanh chóng bị dời lại vào ngày 25 và mãi đến tối ngày 27 mới có thể bắt đầu. Đến ngày 2 tháng 10, đã có thêm hai ngày nữa bị chậm trễ, nhưng tới ngày 4 tháng 10, cuộc thử nghiệm đã đạt đến mốc 45 phút trước giờ phóng. Sau đó, một máy tính bị lỗi và quá trình đếm ngược được đặt lại về trừ 13 giờ, rồi đến ngày 9 tháng 10 quá trình này mới được tiếp tục. Đã có nhiều vấn đề hơn về máy tính và thiết bị xuất hiện. Lúc ấy, đội phóng đã kiệt sức và được tuyên bố cho nghỉ hai ngày. Cuộc thử nghiệm hoàn tất vào ngày 13 tháng 10, nghĩa là phải mất đến ba tuần thay vì như dự kiến là một tuần hoặc hơn một chút. Với sự chú ý của thế giới vào phi vụ phóng, người đứng đầu quan hệ công chúng của NASA là Julian Scheer đã đưa những câu hỏi hoài nghi từ giới truyền thông về việc liệu Apollo 4 sẽ được bay hay không tới Trưởng quản lý NASA James E. Webb. Điều này dẫn đến một cuộc họp sôi nổi, trong đó Webb cho biết ông sẽ thông báo ngày phóng khi nào ông muốn.
Những khó khăn này đã mang lại cho đội phóng nhiều kinh nghiệm quý báu, nhưng cũng đồng nghĩa với việc Apollo 4 không thể được phóng trước ngày 7 tháng 11. Buổi đánh giá mức độ sẵn sàng cho chuyến bay vào ngày 19 tháng 10 đã cho phép Apollo 4 được phóng, với giả định rằng các thử nghiệm và sửa đổi còn lại đều đã được hoàn thành thỏa đáng. Do lo ngại về khả năng rò rỉ trong các vòng đệm Teflon và van xả của bình oxy lỏng trên tàu vì nó đã đứng trên bệ phóng trong thời gian dài dưới ánh nắng Florida, vào ngày 2 tháng 11, Phillips đã trì hoãn phi vụ phóng đến ngày 9 tháng 11.

## Mục tiêu
Mục đích của Apollo 4 (cùng với chuyến bay thử không người lái khác của Saturn V là Apollo 6) là nhằm thẩm định tên lửa đẩy, tàu vũ trụ Apollo, và các hệ thống mặt đất cho những sứ mệnh đổ bộ Mặt Trăng về sau. Ngoài là chuyến bay thử đầu tiên của Saturn V, Apollo 4 còn đánh dấu phi vụ đầu tiên của hai tầng tên lửa: tầng thứ nhất S-IC và tầng thứ hai S-II (S-IVB được phóng lên như một phần của Saturn IB).
Mục tiêu của nhiệm vụ Apollo 4 là thu thập dữ liệu bay về tính toàn vẹn cấu trúc của Saturn V và tàu vũ trụ cũng như khả năng tương thích lẫn nhau, bao gồm cả tải trọng khi bay và trong quá trình phân tách khi mỗi tầng của Saturn V được dùng hết và bị loại bỏ. NASA cũng muốn có dữ liệu về các hoạt động của hệ thống con, bao gồm hệ thống con phát hiện trường hợp khẩn cấp, và cố gắng đánh giá tấm chắn nhiệt của CM Apollo trong các điều kiện mô phỏng sự trở về từ sứ mệnh Mặt Trăng. Họ còn tìm cách kiểm tra khả năng khởi động lại của S-IVB trong không gian. Tất cả những mục tiêu này về sau đều đã đạt được.

## Trang thiết bị

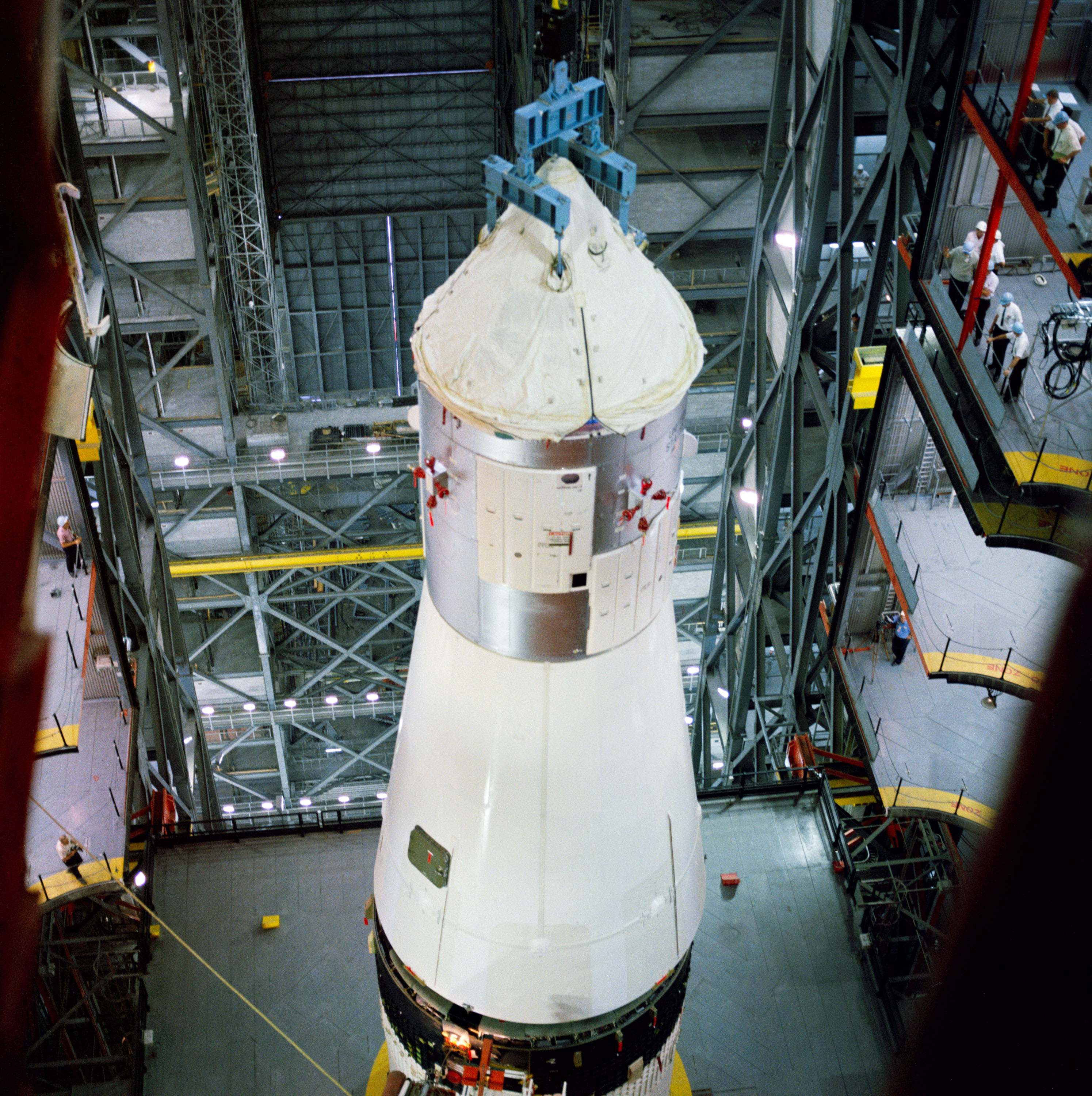
CSM-017 được đưa vào vị trí.

Apollo 4 đã mang theo CSM-017, thiết kế Block I của các mô-đun chỉ huy và dịch vụ để thử nghiệm và dùng cho những chuyến bay đầu tiên lên quỹ đạo Trái Đất của Apollo. Không giống như tàu vũ trụ Block II vốn sẽ lên Mặt Trăng, nó không có khả năng cập bến mô-đun Mặt Trăng (lunar module, viết tắt là LM). CSM-017 được chế tạo từ mô-đun chỉ huy CM-017 và mô-đun dịch vụ SM-020. Đây là CM có đầy đủ chức năng thứ hai được bàn giao cho NASA, trong khi chiếc thứ nhất là CSM-020 đã được chỉ định cho Apollo 1 và bị hư hại nặng nề sau vụ hỏa hoạn. Ban đầu, SM-020 được sử dụng trong CSM-020, và dự kiến sẽ xuất hiện trong cuộc thử nghiệm lần thứ hai của Saturn V. Kế hoạch này đã thay đổi sau khi SM-017, dự định là một phần của CSM-017, chịu hư hỏng trong một vụ nổ và bị loại bỏ.
Do không tàu vũ trụ Block II nào sẽ bay mà không có phi hành đoàn, một số chỉnh sửa Block II quan trọng đã được thực hiện đối với CSM-017 vì mục đích chứng nhận. Những sửa đổi bao gồm nâng cấp tấm chắn nhiệt lên tiêu chuẩn của Block II, sử dụng bộ nối dạng rốn Block II CM-to-SM, và lắp đặt ăng-ten VHF băng tần S kiểu Block II. Ngoài ra còn có những sửa đổi đối với cửa sập của CM. Việc cửa sập của tàu vũ trụ không thể dễ dàng mở ra trong trường hợp khẩn cấp đã khiến các phi hành gia Apollo 1 mắc kẹt trong ngọn lửa và thiệt mạng, dẫn đến việc phải thiết kế lại cửa sập. Chiếc cửa sập mới dự kiến sẽ không được bay cho đến cuộc thử nghiệm Saturn V thứ hai (Apollo 6), nhưng các vòng đệm của nó cần phải được kiểm định bay trên Apollo 4, vì vậy cửa sổ sập đã được thay thế bằng một bảng kiểm tra mô phỏng các vòng đệm và tấm chắn nhiệt bên ngoài. Tấm chắn nhiệt được nâng cấp lên tiêu chuẩn Block II vì Apollo 4 sẽ tái thâm nhập bầu khí quyển Trái Đất ở tốc độ cao để mô phỏng sự quay về từ Mặt Trăng. Thiết bị đặc biệt đã được lắp đặt để cho phép Kiểm soát Sứ mệnh vận hành các hệ thống của CSM từ xa, và có một camera sẽ tự động chụp ảnh từ một trong các cửa sổ của CM trên quỹ đạo cuối cùng của mô-đun. Vì Apollo 4 không chở theo phi hành đoàn nên CM thiếu đi ghế dài, bộ điều khiển và màn hình.
Một Lunar Module Test Article là LTA-10R đã được mang theo và nằm bên trong Spacecraft-LM Adapter (được đánh số là SLA-8) trên tầng thứ ba của Saturn V trong suốt chuyến bay. LTA bao gồm một tầng hạ cánh kiểu chuyến bay (flight-type descent stage) không có thiết bị hạ cánh, với các thùng nhiên liệu và chất oxy hóa chứa hỗn hợp nước, glycol, và freon. Trên nó có một mô hình tầng cất cánh (ascent stage) được làm bằng nhôm với chấn lưu và không có hệ thống bay. SLA và LTA được trang bị để đo ứng suất lên chúng khi Saturn V di chuyển vào quỹ đạo. LTA-10R sẽ bị phá hủy khi S-IVB tái thâm nhập khí quyển.

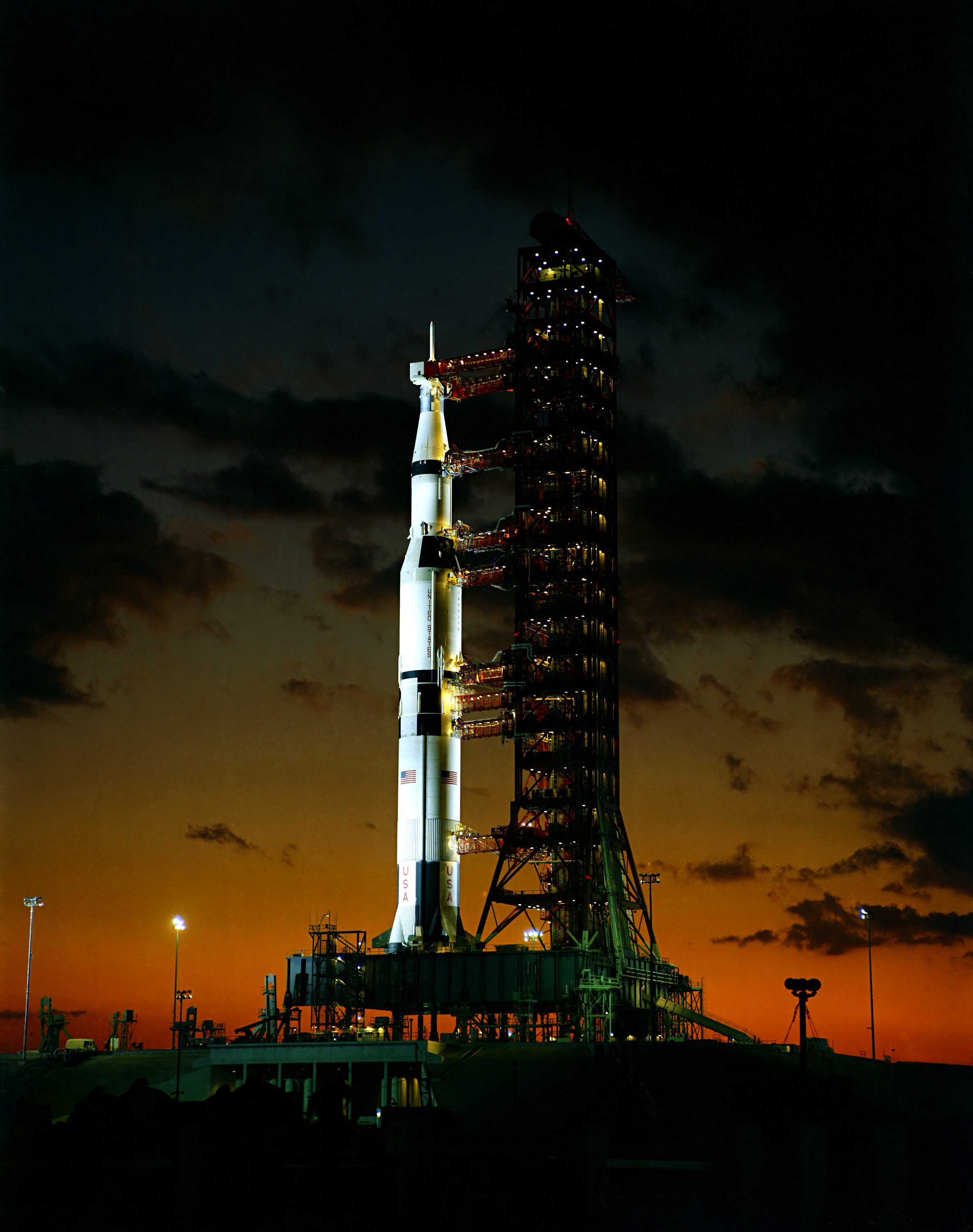
Apollo 4 trên bệ phóng

Apollo 4 là chuyến bay đầu tiên của một tên lửa Saturn V. Vào thời điểm đó, nó là phương tiện phóng lớn nhất từng thực hiện một chuyến bay. Sứ mệnh này là lần đầu tiên NASA sử dụng thử nghiệm "all-up", yêu cầu mỗi tầng của tên lửa đẩy đều hoạt động và phương tiện phóng phải mang theo một tàu vũ trụ đang hoạt động; một quyết định từng được đưa ra vào cuối năm 1963. Mueller, người đứng đầu Văn phòng Chuyến bay Không gian có Người lái của NASA vào thời điểm đó, là một kỹ sư hệ thống, trước đây từng làm việc trong các dự án tên lửa quân sự. Ông nhận thấy thử nghiệm all-up đã được sử dụng thành công để phát triển nhanh chóng chương trình ICBM Minuteman của Không quân và cho rằng nó có thể được dùng để đáp ứng lịch trình của Apollo. Trong một bản ghi nhớ năm 1963, ông đã ra lệnh cả chuyến bay Saturn IB đầu tiên và chuyến bay Saturn V đầu tiên phải là không người lái, rằng mỗi tầng phải hoạt động chính xác, và mỗi chiếc đều mang theo một tàu vũ trụ đang hoạt động. Chuyến bay thứ hai của mỗi loại tên lửa cũng sẽ thuộc dạng thử nghiệm không người lái, và đến chuyến bay thứ ba mới là có người lái. Trước đây, cách mà nhóm của Wernher von Braun tại Trung tâm Chuyến bay Không gian Marshall kiểm tra tên lửa mới là thử nghiệm từng tầng một. Toàn bộ Saturn V, bao gồm một Apollo CSM, sẽ được thử nghiệm cùng một lúc, với tất cả các tầng đều hoạt động và phải hoàn toàn phù hợp để bay. Quyết định này đã sắp xếp hợp lý đáng kể giai đoạn bay thử nghiệm của chương trình, loại bỏ đi bốn nhiệm vụ, nhưng nó yêu cầu mọi thứ phải hoạt động chính xác trong lần đầu tiên. Các nhà quản lý chương trình Apollo dù nghi ngờ về thử nghiệm all-up, nhưng đã miễn cưỡng đồng ý vì các thử nghiệm thành phần tăng dần (incremental component test) chắc chắn sẽ đẩy sứ mệnh đổ bộ lên Mặt Trăng vượt quá mục tiêu là năm 1970.

## Đánh số sứ mệnh
Apollo 4 là sứ mệnh đầu tiên được tiến hành dưới sơ đồ đánh số Apollo chính thức do Mueller phê duyệt vào ngày 24 tháng 4 năm 1967. Chuyến bay có người lái đầu tiên theo kế hoạch, tại đó ba nhà du hành vũ trụ đã thiệt mạng trong quá trình chuẩn bị, được định danh là Apollo 1 theo như yêu cầu từ góa phụ của các thành viên phi hành đoàn. Mặc dù đã có ba chuyến bay Saturn IB không người lái diễn ra, chỉ hai trong số đó là bao gồm một tàu vũ trụ Apollo (AS-203 chỉ mang chóp hình nón khí động học (aerodynamic nose cone)). Mueller tiếp tục trình tự đánh số tại Apollo 4 mà không chỉ định Apollo 2 hay 3.

## Sự quan tâm của công chúng và truyền thông
Những nhân vật quan trọng đã tập trung về KSC vài ngày trước phi vụ phóng. Von Braun có mặt vào ngày 6 tháng 11, tại đây ông đã lên lịch cho một bữa tiệc và hội nghị dành riêng cho ban điều hành vào tối cùng ngày. Các giám đốc điều hành của NASA, các nhân vật trong ngành công nghiệp, các nhà lãnh đạo Quốc hội Mỹ và các nhà ngoại giao cũng đến để tham dự buổi phóng. Mỗi trung tâm NASA liên quan cũng như trụ sở chính của họ ở Washington đều có một danh sách các khách VIP, và nhiều cái tên trùng lặp đã được sắp xếp để giám đốc của mỗi trung tâm có thể đích thân mời khách. Họ theo dõi phi vụ phóng từ khán đài không có mái che gần VAB. NASA đã cho thành lập trụ sở báo chí tại Cocoa Beach, nơi các đại diện truyền thông được chứng nhận, và cung cấp các chuyến tham quan tới KSC cho những nhà báo đến thăm cũng như dịch vụ đưa đón mỗi 30 phút. NASA còn cung cấp thiết bị điện thoại rộng rãi cho giới truyền thông tại địa điểm báo chí gần LC-39 bằng chi phí của họ. Những công nhân KSC và người nhà thì theo dõi phi vụ phóng gần nơi được giao công việc. Ngoài ra, 43 nhân viên gương mẫu của các nhà thầu được vinh danh "Manned Flight Awareness" cũng nhận thưởng một chuyến tham quan VIP đến KSC, một buổi tối giao lưu với sáu phi hành gia, và một góc nhìn cho buổi phóng.
Apollo 4, chuyến bay đầu tiên của Saturn V, đã nhận được sự phủ sóng truyền thông mạnh mẽ. Các tác giả từng nỗ lực truyền tải tới công chúng kích thước của tên lửa, họ tuyên bố nó sẽ cao hơn và nặng gấp mười ba lần tượng Nữ thần Tự do. Trong một thông báo gửi tới giới truyền thông, North American nhấn mạnh rằng trọng lượng 3000 tấn của Saturn V dễ dàng vượt trội một "tàu khu trục hải quân cỡ vừa". Vào ngày trước phi vụ phóng, Mueller, Phillips, von Braun, Phó Quản lý Robert C. Seamans và Giám đốc Trung tâm Vũ trụ Kennedy Kurt Debus đã tổ chức một buổi họp báo ngoài trời cho hơn một nghìn ký giả, trong đó có một số nhà báo đến từ Liên Xô, với Saturn V đứng ở phía sau.

## Phi vụ phóng và chuyến bay
— Walter Cronkite, 9 tháng 11 năm 1967
10:30 phút sáng ngày 6 tháng 11 năm 1967 EST (hay 03:30 ngày 7 tháng 11 UTC), trình tự đếm ngược kéo dài 56 tiếng rưỡi được bắt đầu với việc nạp thuốc phóng. Tổng cộng đã có 89 xe kéo rơ-moóc chở oxy lỏng, 28 xe rơ-moóc chở LH2 (hydro lỏng), và 27 toa tàu chở RP-1 (kerosene tinh chế). Lần này các vấn đề gặp phải không nhiều và ít nghiêm trọng. Phi vụ phóng đã không bị trì hoãn nhờ vào các built-in hold của quá trình đếm ngược, trong khoảng thời gian này độ trễ tích lũy đã được khắc phục.

Apollo 4 được phóng vào 7 giờ sáng ngày 9 tháng 11 EST (buổi chiều theo giờ UTC). Tám giây trước khi cất cánh, năm động cơ F-1 đánh lửa, tạo nên lượng tiếng ồn cực lớn khắp Trung tâm Vũ trụ Kennedy. Mặc dù bệ phóng tại LC-39 nằm cách Tòa nhà Lắp ráp Phương tiện hơn năm km, áp suất âm thanh mạnh hơn nhiều so với dự kiến và đã ảnh hưởng đến VAB, Trung tâm Điều hành Phóng (LCC) cũng như các tòa nhà báo chí. Bụi bay ra khỏi trần của LCC và tạo thành một lớp trên bảng điều khiển của các nhân viên kiểm soát sứ mệnh. William Donn từ Đại học Columbia đã mô tả vụ nổ như một trong những tiếng động tự nhiên hoặc nhân tạo lớn nhất lịch sử loài người, chưa tính các vụ nổ hạt nhân. Bình luận viên của CBS, Walter Cronkite, và nhà sản xuất Jeff Gralnick phải đặt tay lên cửa sổ quan sát của xe kéo để ngăn nó không bị vỡ khi gạch trần rơi từ trên cao xuống. Cronkite nhận thấy Apollo 4 là sứ mệnh không gian đáng sợ nhất mà ông từng đảm nhận.

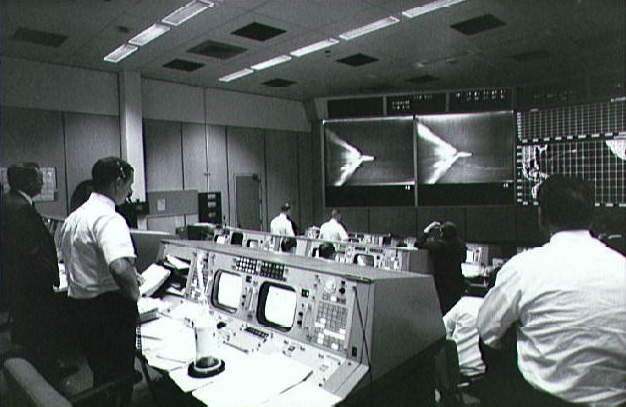
Các nhân viên kiểm soát sứ mệnh theo dõi Apollo 4 đi vào quỹ đạo.

Phi vụ phóng đã đưa S-IVB và CSM vào một quỹ đạo gần tròn với độ cao 190 km, cũng là quỹ đạo đậu (parking orbit) danh nghĩa sẽ được sử dụng trong các sứ mệnh Mặt Trăng. Qua hai vòng quỹ đạo, trong khi mô phỏng quá trình đốt cháy phóng chuyển tiếp Mặt Trăng đã đưa các sứ mệnh Apollo sau này tới vệ tinh tự nhiên của Trái Đất, lần đánh lửa lại trong không gian đầu tiên của S-IVB đặt tàu vũ trụ vào một quỹ đạo hình elip với viễn điểm là 17.218 km và cận điểm nhắm một cách có chủ ý tới 84,6 km phía dưới bề mặt Trái Đất; điều này sẽ đảm bảo cả việc tái thâm nhập ở tốc độ cao của mô-đun chỉ huy và sự phá hủy sau khi S-IVB vào lại khí quyển. Không lâu sau lần đốt cháy này, CSM tách khỏi S-IVB và kích hoạt động cơ mô-đun dịch vụ để điều chỉnh viễn điểm thành 18.092 km. Sau khi vượt qua điểm cực đại, động cơ mô-đun dịch vụ hoạt động trở lại trong 281 giây để tăng tốc độ tái thâm nhập lên 11.168 m/s, ở độ cao 120 km và góc đường bay −6,93 độ, mô phỏng các điều kiện khi trở về từ Mặt Trăng.
CM đổ bộ cách địa điểm hạ cánh mục tiêu khoảng 8,6 hải lý (16 km) về phía tây bắc đảo Midway ở Bắc Thái Bình Dương. Cú hạ cánh của nó có thể được quan sát từ boong tàu sân bay USS Bennington, con tàu thu hồi chính. Trong vòng hai giờ, USS Bennington đã thu hồi được CM và một trong những chiếc dù của nó, đánh dấu lần đầu tiên một chiếc dù Apollo được thu hồi để kiểm tra. Tàu vũ trụ bị vô hiệu hóa ở Hawaii, sau đó nó được đưa đến cơ sở của North American ở Downey, California để phân tích sau chuyến bay.

## Camera trên tàu

Hình ảnh Trái Đất chụp bằng camera của mô-đun chỉ huy

Có hai máy quay phim được đặt trên Apollo 4. Chúng đều được gắn trên Saturn V để có thể ghi lại sự tách ra của tầng thứ nhất và interstage khỏi phương tiện phóng. Sau đó, cả hai sẽ bị đẩy ra rồi rơi xuống Đại Tây Dương trong các khoang có dù với đèn hiệu vô tuyến, và được thu hồi ở địa điểm cách KSC khoảng 870 kilômét (470 hải lý).
Mô-đun chỉ huy có một camera khổ phim 70 mm đã chụp lại các bức hình cho thấy gần như toàn bộ Trái Đất. Trong khoảng thời gian hai giờ mười ba phút khi con tàu tiến đến gần và vượt qua viễn điểm, tổng cộng 755 bức ảnh màu đã được chụp qua cửa sổ nhìn về phía trước (bên tay trái) của phi công chỉ huy, ở các độ cao dao động từ 13.510 đến 18.092 km. Đây là những tấm ảnh màu được chụp từ độ cao lớn nhất lúc bấy giờ. Những bức ảnh không có độ phân giải đủ để lấy được dữ liệu khoa học chi tiết, nhưng vẫn thu hút sự quan tâm của những người liên quan đến khoa học Trái Đất.

## Kết quả, đánh giá và vị trí phi thuyền
— Courtney G. Brooks, James M. Grimwood và Loyd S. Swenson, Chariots for Apollo: A History of Manned Lunar Spacecraft (1979)
Toàn bộ các hệ thống tên lửa đẩy và phi thuyền Apollo 4 đều đã hoạt động một cách thỏa đáng. Trong quá trình đi lên quỹ đạo, mỗi tầng trong số ba tầng của Saturn V đã đốt cháy lâu hơn một chút so với kế hoạch. Điều này khiến phi thuyền bay ở quỹ đạo cao hơn dự kiến khoảng một km, dù vậy nó vẫn có thể coi là chấp nhận được. Việc đốt cháy lâu hơn trù tính 11 giây đồng nghĩa CM đã đi vào bầu khí quyển Trái Đất nhanh hơn một chút và ở góc nông hơn so với kế hoạch, nhưng vẫn nằm trong phạm vi sai số. Sự sai lệch này xảy ra không phải do hệ thống dẫn đường (vốn đã hoạt động vượt ngoài mong đợi) mà là do quá trình đốt cháy được kiểm soát từ Trái Đất. Hệ thống kiểm soát môi trường của CM giữ cho cabin phi thuyền luôn ở nhiệt độ và áp suất có thể chấp nhận được trong suốt sứ mệnh, nó chỉ tăng 5,6 °C (10 °F) trong quá trình thâm nhập khí quyển.
Tổng thống Lyndon Johnson mô tả phi vụ phóng như sau, "Cả thế giới có thể chứng kiến cảnh tượng tuyệt vời về lần phóng đầu tiên của tên lửa lớn nhất từng được bay này. Phi vụ phóng tượng trưng cho sức mạnh mà quốc gia này đang nắm giữ để khám phá không gian một cách hòa bình". Von Braun nói về sứ mệnh này như "một phi vụ phóng mang tính chuyên môn trong mọi giai đoạn, từ cất cánh đúng giờ cho đến hoạt động của từng tầng". Trong tác phẩm về lịch sử của Saturn V, Roger E. Bilstein viết rằng "sứ mệnh hoàn hảo của Apollo 4 đã làm phấn chấn toàn bộ tổ chức NASA; mọi người đều nhìn về phía trước với tinh thần phấn khởi". Mueller tuyên bố Apollo 4 đã làm gia tăng đáng kể niềm tin của nhiều người và cho thấy các phi hành gia có thể đáp xuống Mặt Trăng vào giữa năm 1969.
Chuyến bay thứ hai của Saturn V là Apollo 6 đã được phóng vào ngày 4 tháng 4 năm 1968. Mặc dù các tầng của Saturn V trong sứ mệnh ấy gây ra nhiều rắc rối hơn so với Apollo 4 (nhiệm vụ gặp phải dao động pogo (pogo oscillation) ở tầng thứ nhất và bị tắt động cơ sớm ở tầng thứ hai), người ta lại quyết định rằng chuyến bay không người lái thứ ba là không cần thiết. Saturn V bay cùng phi hành đoàn lần đầu tiên trên Apollo 8. Tên lửa đẩy này đã đưa các phi hành gia vào vũ trụ, và (ngoại trừ Apollo 9) hướng tới Mặt Trăng, trong các sứ mệnh Apollo tiếp theo.
Tháng 1 năm 1969, CM-017 được chuyển giao cho Viện Smithsonian. Nó được trưng bày tại Bảo tàng Đời sống và Khoa học North Carolina cho đến năm 1978. CM sau đó được mang ra triển lãm trước công chúng tại Trung tâm Vũ trụ Stennis (SSC) của NASA, và vẫn nằm ở đấy cho đến năm 2017. Hiện CM đang được trưng bày tại trung tâm du khách của SSC là Trung tâm Khoa học Infinity ở Pearlington, Mississippi.

### Trích dẫn
1. ↑  Orloff & Harland 2006, tr. 124.
2. ↑  McDowell, Jonathan. "Master Satellite List" [Danh sách tổng hợp vệ tinh]. Jonathan's Space Pages. Truy cập ngày 23 tháng 3 năm 2014.
3. ↑  "Apollo 11 Mission Overview" [Tổng quan sứ mệnh Apollo 11]. NASA. ngày 21 tháng 12 năm 2017. Truy cập ngày 14 tháng 2 năm 2019.
4. ↑  Orloff & Harland 2006, tr. 21–22.
5. ↑  Bilstein 1996, tr. 60.
6. ↑  Orloff & Harland 2006, tr. 25–26.
7. ↑  Bilstein 1996, tr. 70.
8. ↑  Orloff & Harland 2006, tr. 34.
9. ↑  Press Kit, tr. 30–31.
10. ↑  Benson, Charles D.; Faherty, William Barnaby (1978). "The Apollo-Saturn IB Space Vehicle" [Phương tiện phóng Apollo-Saturn IB]. Moonport: A History of Apollo Launch Facilities and Operations [Cảng Mặt Trăng: Lịch sử các hoạt động điều hành và cơ sở phóng của Apollo]. NASA. NASA SP-4204. Lưu trữ bản gốc ngày 23 tháng 1 năm 2008. Truy cập ngày 28 tháng 9 năm 2021. Ch.17-3.
11. 1 2  Saturn V evaluation, tr. xxxviii.
12. ↑  "Test bed Definition & Meaning" [Định nghĩa & ý nghĩa của test bed]. Merriam-Webster. Truy cập ngày 6 tháng 5 năm 2024.
13. ↑  Benson, Charles D.; Faherty, William Barnaby (1978). "More Launches of the Saturn IB" [Thêm các phi vụ phóng của Saturn IB]. Moonport: A History of Apollo Launch Facilities and Operations [Cảng Mặt Trăng: Lịch sử các hoạt động điều hành và cơ sở phóng của Apollo]. NASA. NASA SP-4204. Lưu trữ bản gốc ngày 23 tháng 1 năm 2008. Truy cập ngày 28 tháng 9 năm 2021. Ch.17-7.
14. ↑  Benson, Charles D.; Faherty, William Barnaby (1978). "500-F-A Dress Rehearsal" [Buổi tổng duyệt 500-F-A]. Moonport: A History of Apollo Launch Facilities and Operations [Cảng Mặt Trăng: Lịch sử các hoạt động điều hành và cơ sở phóng của Apollo]. NASA. NASA SP-4204. Bản gốc lưu trữ ngày 23 tháng 1 năm 2008. Truy cập ngày 28 tháng 9 năm 2021. Ch.15-4.
15. 1 2 3 4 5  Benson, Charles D.; Faherty, William Barnaby (1978). "Delay after Delay after Delay" [Trì hoãn nối tiếp trì hoãn nối tiếp trì hoãn]. Moonport: A History of Apollo Launch Facilities and Operations [Cảng Mặt Trăng: Lịch sử các hoạt động điều hành và cơ sở phóng của Apollo]. NASA. NASA SP-4204. Lưu trữ bản gốc ngày 23 tháng 1 năm 2008. Truy cập ngày 28 tháng 9 năm 2021. Ch.19-3.
16. ↑  "NASA Apollo Mission Apollo-1-- Phillips Report" [Sứ mệnh Apollo 1 của chương trình Apollo của NASA -- Bản báo cáo Phillips]. NASA History Division.
17. 1 2  Giblin, Kelly A. (Spring 1998). "'Fire in the Cockpit!'" ['Có lửa trong buồng lái!']. American Heritage of Invention & Technology. Quyển 13 số 4. American Heritage Publishing. Bản gốc lưu trữ ngày 20 tháng 11 năm 2008.
18. ↑  Bilstein 1996, tr. 352.
19. ↑  Benson, Charles D.; Faherty, William Barnaby (1978). "From Arming Tower to Mobile Service Structure" [Từ Arming Tower đến Mobile Service]. Moonport: A History of Apollo Launch Facilities and Operations [Cảng Mặt Trăng: Lịch sử các hoạt động điều hành và cơ sở phóng của Apollo]. NASA. NASA SP-4204. Bản gốc lưu trữ ngày 23 tháng 1 năm 2008. Truy cập ngày 4 tháng 5 năm 2024.
20. ↑  Press Kit, tr. 28.
21. ↑  Press Kit, tr. 31.
22. 1 2  Benson, Charles D.; Faherty, William Barnaby (1978). "More Delays for AS-501" [Thêm trì hoãn đối với AS-501]. Moonport: A History of Apollo Launch Facilities and Operations [Cảng Mặt Trăng: Lịch sử các hoạt động điều hành và cơ sở phóng của Apollo]. NASA. NASA SP-4204. Lưu trữ bản gốc ngày 23 tháng 1 năm 2008. Truy cập ngày 28 tháng 9 năm 2021. Ch.19-5.
23. 1 2  Bilstein 1996, tr. 353.
24. ↑  Orloff & Harland 2006, tr. 75.
25. ↑  Press Kit, tr. 1.
26. 1 2  Dornbach, John E. (tháng 2 năm 1968). Analysis of Apollo AS-501 Mission Earth Photography [Phân tích ảnh chụp Trái Đất của sứ mệnh Apollo AS-501] (PDF). Houston, TX: Trung tâm Tàu vũ trụ có người lái, NASA. NASA TM X-58015. Truy cập ngày 8 tháng 7 năm 2013.
27. ↑  Orloff & Harland 2006, tr. 127–137.
28. 1 2 3  Brooks 1979, "Apollo 4 and Saturn V" Lưu trữ ngày 7 tháng 11 năm 2016 tại Wayback Machine, Ch. 9-5
29. 1 2 3  "Apollo/Skylab ASTP and Shuttle Orbiter Major End Items" [Các hạng mục cuối quan trọng của Apollo/Skylab ASTP và tàu con thoi quỹ đạo] (PDF). NASA. tháng 3 năm 1978. tr. 10, 15.
30. ↑  Press Kit, tr. 19.
31. ↑  Press Kit, tr. 2, 19–20.
32. ↑  Press Kit, tr. 18–19.
33. 1 2  Speed, Richard (ngày 11 tháng 11 năm 2019). "'That roar is terrific ... look at that rocket go!' It's been 52 years since first Saturn V left the pad" ['Tiếng gầm của nó thật là lớn ... nhìn nó đi lên kìa!' Đã 52 năm kể từ khi chiếc Saturn V đầu tiên rời bệ phóng]. The Register. Truy cập ngày 5 tháng 9 năm 2021.
34. ↑  Krebs, Gunter D. "LTA 2R, 10R". Gunter's Space Page. Truy cập ngày 4 tháng 5 năm 2024.
35. ↑  Press Kit, tr. 20.
36. ↑  Press Kit, tr. 3.
37. ↑  Reynolds 2002, tr. 81–82.
38. 1 2 3  Cadbury 2006, tr. 274.
39. 1 2  Murray & Cox 1989, tr. 156–162.
40. ↑  Bilstein 1996, tr. 349.
41. ↑  Neufeld 2007, tr. 388–389, 400.
42. ↑  Ertel, Ivan D.; Newkirk, Roland W.; và đồng nghiệp (1969–1978). "Part 1 (H): Preparation for Flight, the Accident, and Investigation: March 16 through April 5, 1967" [Phần 1 (H): Chuẩn bị cho chuyến bay, sự cố, và điều tra: 16 tháng 3 đến 5 tháng 4 năm 1967]. The Apollo Spacecraft: A Chronology [Tàu vũ trụ Apollo: Trình tự thời gian]. Quyển IV. Washington, D.C.: NASA. LCCN 69060008. OCLC 23818. NASA SP-4009. Bản gốc lưu trữ ngày 5 tháng 2 năm 2008. Truy cập ngày 3 tháng 3 năm 2011.
43. ↑  "Apollo 11 30th Anniversary: Manned Apollo Missions" [Kỷ niệm 30 năm Apollo 11: Các sứ mệnh Apollo có người lái]. NASA History Office. 1999. Lưu trữ bản gốc ngày 20 tháng 2 năm 2011. Truy cập ngày 3 tháng 3 năm 2011.
44. ↑  Bilstein 1996, tr. 355.
45. ↑  Benson, Charles D.; Faherty, William Barnaby (1978). "Press, VIPs, Tourists, Dependents" [Báo chí, các VIP, du khách, người được bảo hộ]. Moonport: A History of Apollo Launch Facilities and Operations [Cảng Mặt Trăng: Lịch sử các hoạt động điều hành và cơ sở phóng của Apollo]. NASA. NASA SP-4204. Lưu trữ bản gốc ngày 23 tháng 1 năm 2008. Truy cập ngày 28 tháng 9 năm 2021. Ch.19-7.
46. 1 2 3 4  Benson, Charles D.; Faherty, William Barnaby (1978). "The Launch of Apollo 4" [Phi vụ phóng Apollo 4]. Moonport: A History of Apollo Launch Facilities and Operations [Cảng Mặt Trăng: Lịch sử các hoạt động điều hành và cơ sở phóng của Apollo]. NASA. NASA SP-4204. Lưu trữ bản gốc ngày 23 tháng 1 năm 2008. Truy cập ngày 28 tháng 9 năm 2021. Ch.19-6.
47. ↑  Bilstein 1996, tr. 354.
48. ↑  "Apollo 4 pre-launch press conference" [Buổi họp báo trước phi vụ phóng Apollo 4]. NASA. ngày 8 tháng 11 năm 1967. Bản gốc lưu trữ ngày 19 tháng 1 năm 2022. Truy cập ngày 15 tháng 10 năm 2021.
49. ↑  Seamans 2005, tr. 78–80.
50. ↑  Brinkley 2012, tr. 369.
51. ↑  Orloff & Harland 2006, tr. 137.
52. ↑  "Clock Definitions" [Các định nghĩa về ghi giờ]. NASA. Truy cập ngày 4 tháng 5 năm 2024.
53. ↑  Orloff & Harland 2006, tr. 122.
54. ↑  Wilford, John Noble (ngày 10 tháng 11 năm 1967). "Saturn V places Apollo in Orbit in Smooth Test" [Saturn V đặt Apollo vào quỹ đạo trong cuộc thử nghiệm trôi chảy] (PDF). The New York Times. Truy cập ngày 22 tháng 2 năm 2021.
55. 1 2  Seamans 2005, tr. 80.
56. ↑  Brinkley 2012, tr. 368.
57. ↑  "Definition of 'parking orbit'" [Định nghĩa 'parking orbit']. collinsdictionary.com. Collins. Truy cập ngày 4 tháng 5 năm 2024.
58. ↑  Orloff & Harland 2006, tr. 126.
59. ↑  Orloff & Harland 2006, tr. 126–127.
60. ↑  Orloff & Harland 2006, tr. 127.
61. ↑  Press Kit, tr. 12.
62. ↑  Davis, Jason (ngày 23 tháng 5 năm 2018). "The curious case of the Apollo 4 Earth images" [Trường hợp gây tò mò về hình ảnh Trái Đất của Apollo 4]. The Planetary Society. Truy cập ngày 7 tháng 9 năm 2021.
63. ↑  Orloff & Harland 2006, tr. 124–127.
64. ↑  Press Kit, tr. 43.
65. ↑  Bilstein 1996, tr. 359.
66. ↑  Irvine, Tom (tháng 10 năm 2008). "Apollo 13 Pogo Oscillation" [Dao động pogo của Apollo 13] (PDF). Vibrationdata Newsletter. tr. 2. Truy cập ngày 18 tháng 6 năm 2009.
67. ↑  Orloff & Harland 2006, tr. 153–154.
68. ↑  Orloff & Harland 2006, tr. 55–59.
69. ↑  Orloff & Harland 2006, tr. 572–573.
70. ↑  "Command Module, Apollo 4" [Mô-đun chỉ huy, Apollo 4]. airandspace.si.edu. Truy cập ngày 19 tháng 7 năm 2020.
71. ↑  "Apollo/Skylab ASTP and Shuttle Orbiter Major End Items" [Các hạng mục cuối quan trọng của Apollo/Skylab ASTP và tàu con thoi quỹ đạo] (PDF). NASA. tháng 3 năm 1978. tr. 15.
72. ↑  Pearlman, Robert Z. (ngày 31 tháng 10 năm 2017). "Apollo 4 Capsule From 1st Saturn V Launch Lands at Infinity Science Center" [Capsule của Apollo 4 từ phi vụ phóng đầu tiên của Saturn V tại Trung tâm khoa học Infinity]. www.space.com. Truy cập ngày 19 tháng 7 năm 2020.